# Emily Mae Young
Emily Mae Young (* 14. Februar 1990 in Orange County, Kalifornien) ist eine US-amerikanische Schauspielerin.

## Leben
Young machte Mitte der 1990er Jahre in der Rolle der Lilly Lambert in der amerikanischen Sitcom Eine starke Familie auf sich aufmerksam. 1999 spielte sie in Undercover Angel an der Seite von Yasmine Bleeth und Dean Winters. Für ihre Rolle im Filmdrama Santa & Pete (1999), in dem sie neben James Earl Jones auftrat, wurde sie 2000 für den YoungStar Award nominiert.